# باتريك هاس
باتريك هاس (بالألمانية: Patrick Haas)‏ (1 مايو 1993 بفيينا في النمسا - ) هو لاعب كرة قدم نمساوي في مركز الوسط. شارك مع منتخب النمسا تحت 18 سنة لكرة القدم ومنتخب النمسا تحت 19 سنة لكرة القدم. أما مع النوادي، فقد لعب مع رابيد فيينا وSV Donau Wien ‏ وSV Horn ‏ ونادي فلوريدسدورفر ‏ وSC Ostbahn XI ‏.

## وصلات خارجية
- باتريك هاس على موقع قاعدة بيانات كرة القدم.إي يو (الإنجليزية)
- باتريك هاس على موقع Soccerway.com (الإنجليزية)
- باتريك هاس على موقع عالم كرة القدم.نت (الإنجليزية)